# Sint Maartenszee
Sint Maartenszee is een buurtschap in de gemeente Schagen, in de provincie Noord-Holland. De naam van de buurtschap wordt ook wel geschreven als St. Maartenszee. Sint Maartenszee is een badplaats ten noorden van Petten gelegen.
Het dorp ligt ook vlak bij Sint Maartensvlotbrug en op de grens ervan ligt het natuurreservaat Wildrijk, dat bekend is om de duizenden wilde hyacinten die er bloeien en om het "Duinrellenproject", dat het gebied van schoon water uit de duinen voorziet. Op de grens met Sint Maartensvlotbrug ligt een aantal campings en bungalowparken, evenals in en om het dorp zelf. Ten noorden van het dorp ligt het natuurgebied Zwanenwater, dat tot Callantsoog loopt. In het gebied liggen twee wandelroutes. Verder kent het nog attractiepark "De Goudvis", dat begon als zwembad met een grote speeltuin maar, nadat het zwembad was verdwenen, is uitgegroeid tot een attractiepark.

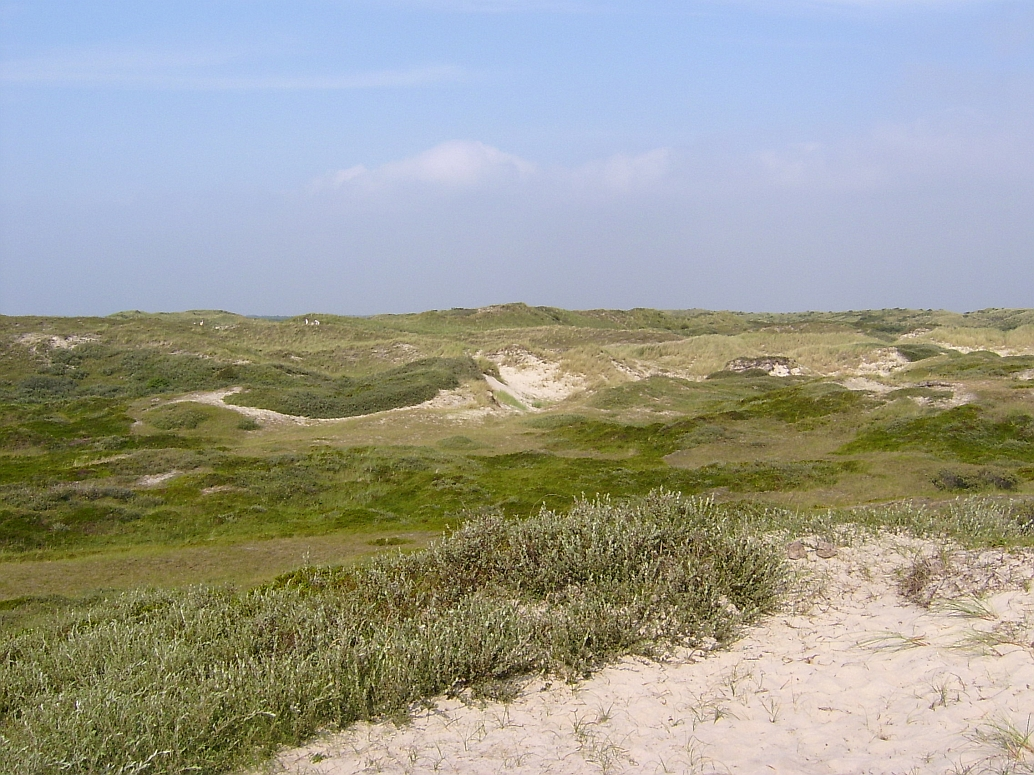
De duinen van Sint Maartenszee
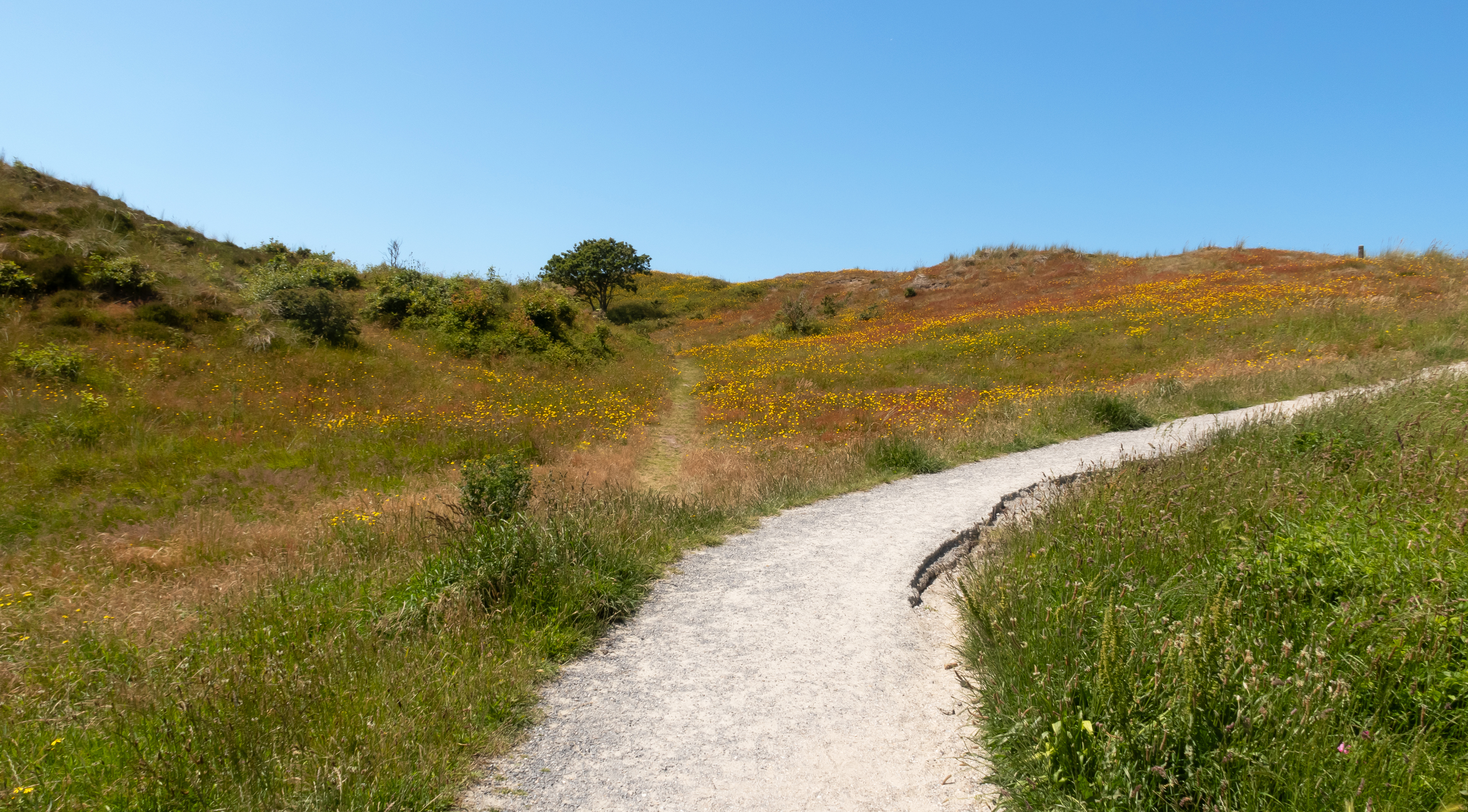
Pettemerduinen bij de camping
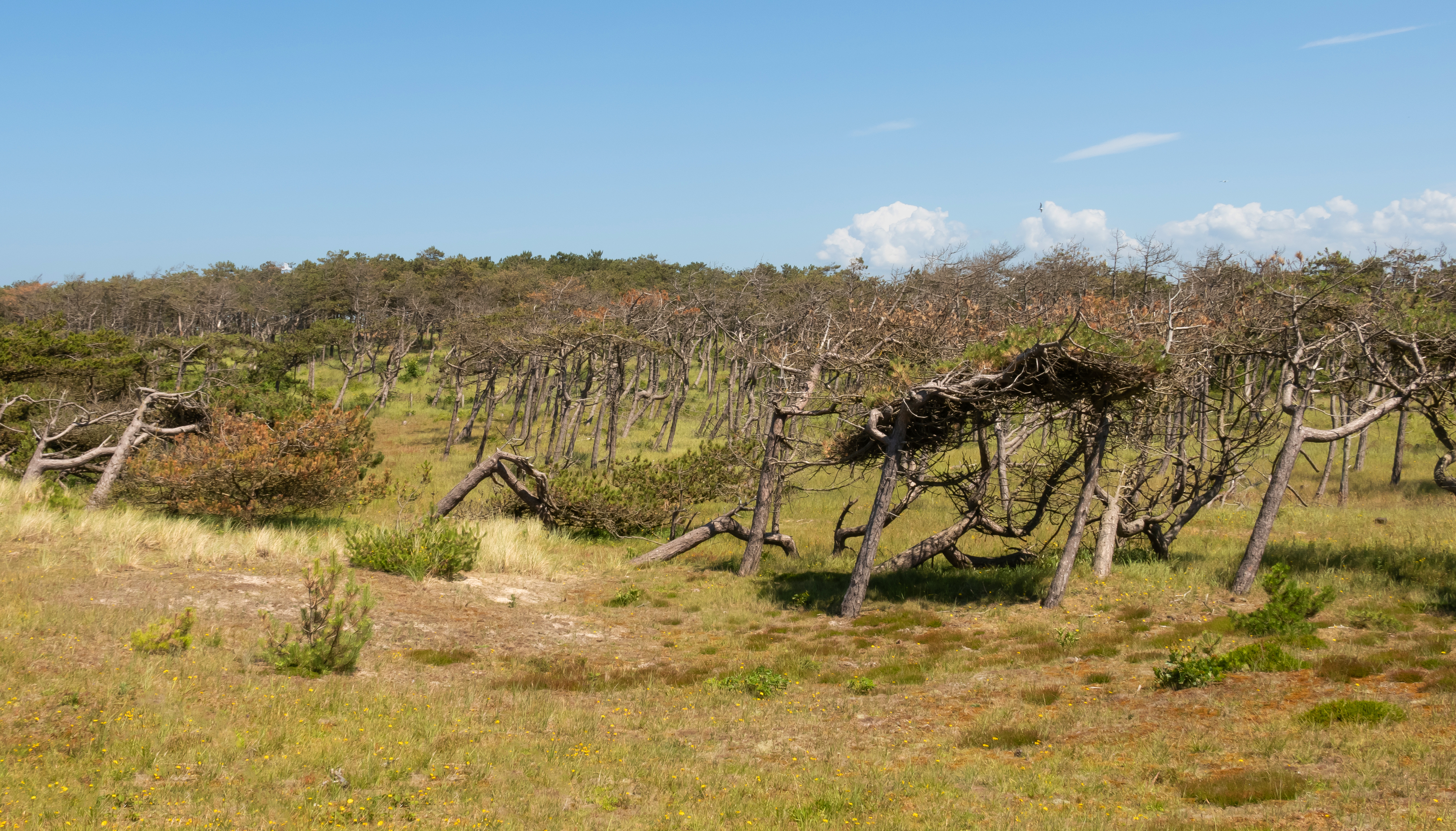
Duingebied Pettemerduinen
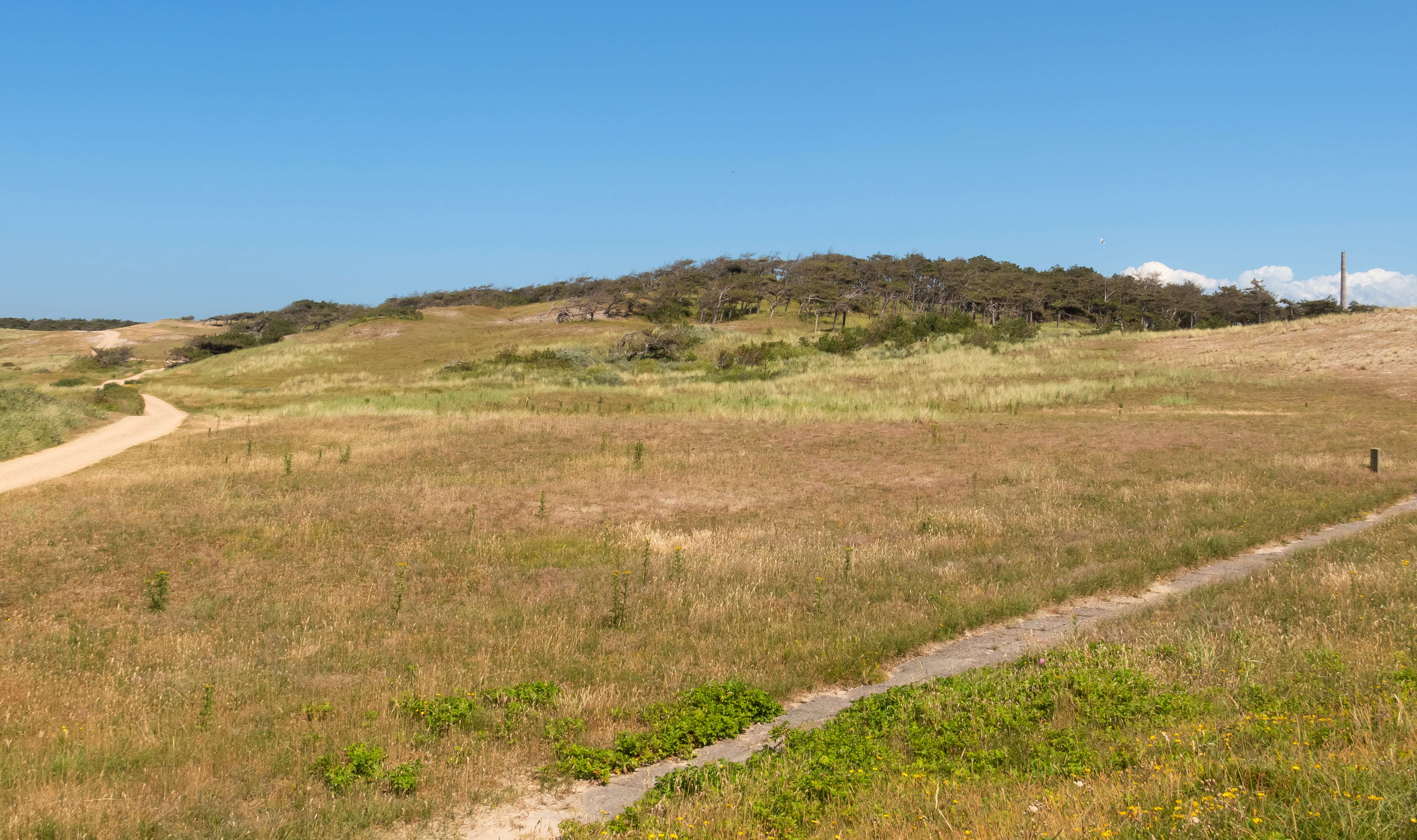
Duingebied Pettenmerduinen
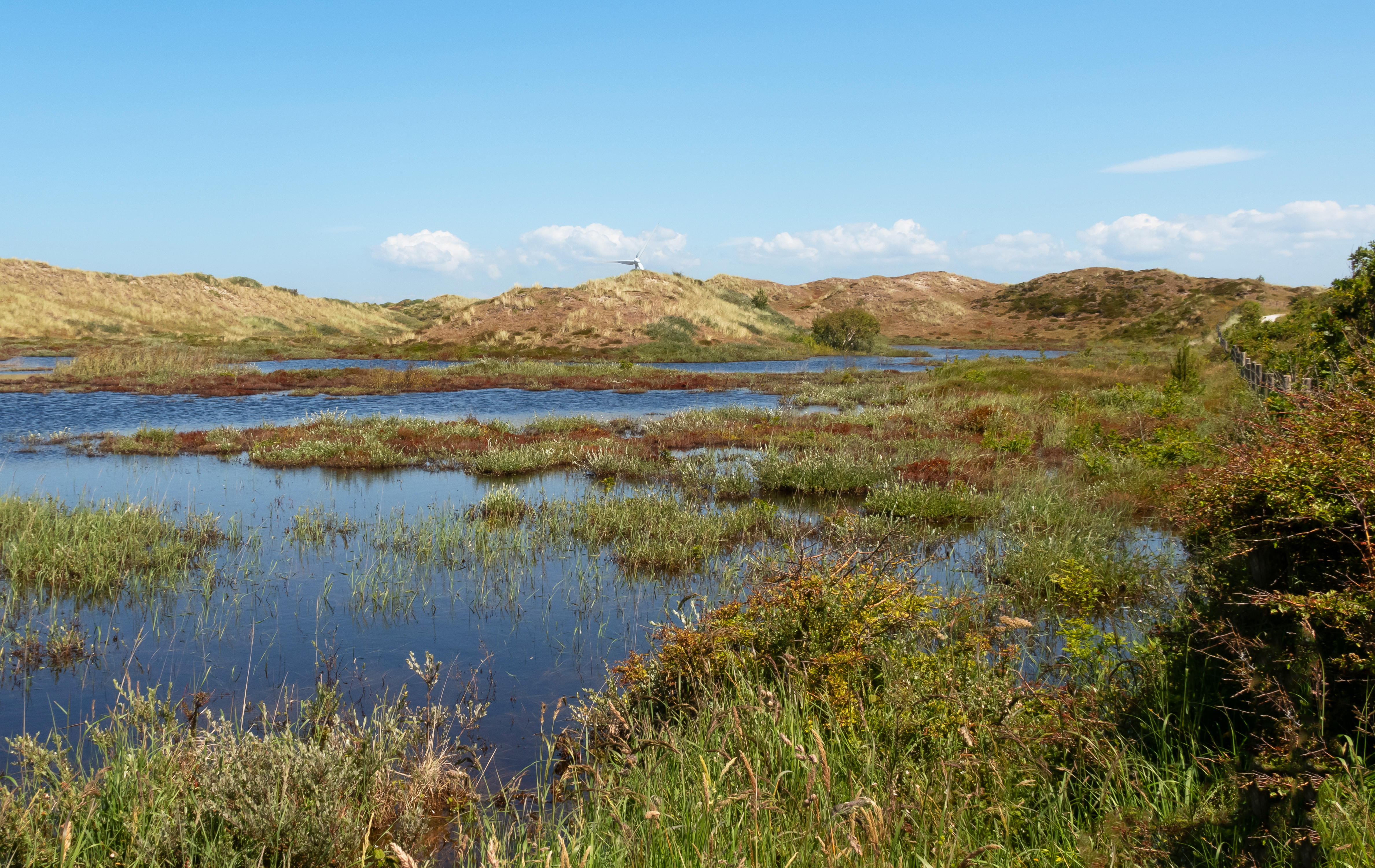
Duingebied Pettemerduinen
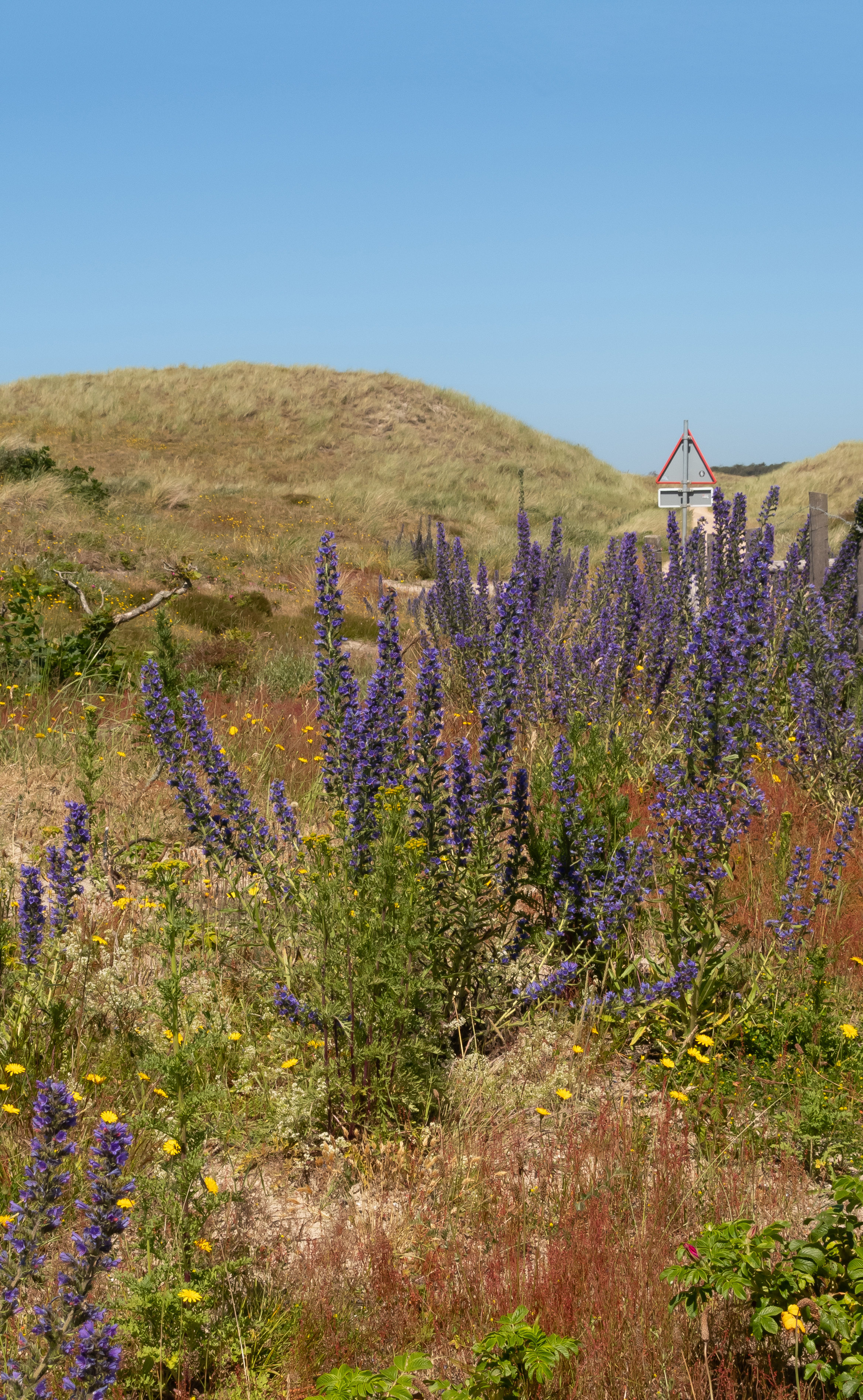
Struiken in duingebied Pettemerduinen

Burgerbrug · Burgervlotbrug · Callantsoog · Dirkshorn · Eenigenburg · Groenveld · Groote Keeten · Krabbendam · Oudesluis · Petten · 't Rijpje · Schagen · Schagerbrug · Schoorldam (deels) · Sint Maarten · Sint Maartensbrug · Sint Maartensvlotbrug · Stroet · Tjallewal · Tolke (deels) · Tuitjenhorn · Valkkoog · Waarland · Warmenhuizen · 't Zand

Buurtschappen: Abbestede · Avendorp · Bliekenbos · 't Buurtje · De Banne · Burghorn · Cornelissenwerf · Dijkstaal · Grootven · Grotewal · Het Korfwater · De Hale · Hemkewerf · Huiskebuurt · Kalverdijk · Keinse · Keinsmerbrug · Kerkbuurt · Lagedijk · Leihoek · Mennonietenbuurt · Nes · Schagerwaard · Sint Maartenszee · Slootgaard · De Stolpen · Stolpervlotbrug · Vennik (deels) · 't Wad · De Weel (deels) · Woudmeer · Zijbelhuizen · Zijpersluis